# Muscle Museum
"Muscle Museum" é uma canção da banda inglesa de rock alternativo Muse que se encontra no seu álbum de estreia, Showbiz. Esta música foi lançada como terceiro single da banda em 22 de novembro de 1999 alcançando a posição de n° 43 no UK Singles Chart. A canção foi intitulada "Muscle Museum" porque os integrantes não conseguiam encontrar um nome para a música então eles procuraram no dicionário a palavra 'Muse' e colocaram a palavra acima e abaixo dela.
Segundo o vocalista, guitarrista e pianista da banda, Matt Bellamy, a canção define o conflito entre o corpo, a mente e a alma.

## Faixas
Todas as letras escritas por Matthew Bellamy. 
| 7" vinil       |                 |         |  |
| N.º            | Título          | Duração |  |
| 1.             | "Muscle Museum" | 4:22    |  |
| 2.             | "Minimum"       | 2:40    |  |
| Duração total: | Duração total:  | 7:02    |  |

| CD single 1 - CD Francês 1 |                                           |         |  |
| N.º                        | Título                                    | Duração |  |
| 1.                         | "Muscle Museum"                           | 4:22    |  |
| 2.                         | "Do We Need This?"                        | 4:15    |  |
| 3.                         | "Muscle Museum" (Versão acústica ao vivo) | 4:44    |  |
| Duração total:             | Duração total:                            | 13:21   |  |

| CD single 2 - CD Francês 2 |                                    |         |  |
| N.º                        | Título                             | Duração |  |
| 1.                         | "Muscle Museum" (Versão estendida) | 5:29    |  |
| 2.                         | "Pink Ego Box"                     | 3:32    |  |
| 3.                         | "Con-Science"                      | 4:52    |  |
| Duração total:             | Duração total:                     | 13:53   |  |

| EP promocional |                                   |         |  |
| N.º            | Título                            | Duração |  |
| 1.             | "Muscle Museum" (Versão de Radio) | 3:58    |  |

| CD single Australiano - Benelux CD |                                           |         |  |
| N.º                                | Título                                    | Duração |  |
| 1.                                 | "Muscle Museum"                           | 4:22    |  |
| 2.                                 | "Do We Need This?""                       | 4:15    |  |
| 3.                                 | "Pink Ego Box"                            | 3:32    |  |
| 4.                                 | "Muscle Museum" (Versão acústica ao vivo) | 4:44    |  |
| Duração total:                     | Duração total:                            | 16:53   |  |

| CD Alemão      |                                     |         |  |
| N.º            | Título                              | Duração |  |
| 1.             | "Muscle Museum" (Versão do Radio)   | 3:13    |  |
| 2.             | "Overdue"                           | 2:26    |  |
| 3.             | "Jimmy Kane"                        | 3:27    |  |
| 4.             | "Muscle Museum" (Versão de estúdio) | 4:22    |  |
| Duração total: | Duração total:                      | 13:28   |  |

| CD promocional EUA |                                     |         |  |
| N.º                | Título                              | Duração |  |
| 1.                 | "Muscle Museum" (Versão do Radio)   | 3:13    |  |
| 2.                 | "Muscle Museum" (Versão de estúdio) | 4:22    |  |
| Duração total:     | Duração total:                      | 7:35    |  |

## Relançamento
Uma versão mixada de "Muscle Museum" foi lançado nos Estados Unidos no formato 7" vinil no dia 9 de outubro de 2000 e alcançou a 25° posição no UK Singles Chart.

### Faixas
| 7" vinil |                    |         |  |
| N.º      | Título             | Duração |  |
| 1.       | "Muscle Museum"    | 4:29    |  |
| 2.       | "Escape" (Ao vivo) |         |  |

| CD1            |                          |         |  |
| N.º            | Título                   | Duração |  |
| 1.             | "Muscle Museum" (US mix) | 4:29    |  |
| 2.             | "Agitated" (Ao vivo)     | 3:11    |  |
| 3.             | "Sunburn" (Remix)        | 6:27    |  |
| 4.             | "Muscle Museum" (Video)  | 4:29    |  |
| Duração total: | Duração total:           | 18:36   |  |

| CD2            |                                 |         |  |
| N.º            | Título                          | Duração |  |
| 1.             | "Muscle Museum" (US mix)        | 4:29    |  |
| 2.             | "Sober" (Saint US mix)          | 4:04    |  |
| 3.             | "Muscle Museum" (Soulwax Remix) | 3:46    |  |
| Duração total: | Duração total:                  | 12:19   |  |

| CD Remix Promocional |                                     |         |  |
| N.º                  | Título                              | Duração |  |
| 1.                   | "Muscle Museum" (Versão de Radio)   | 4:00    |  |
| 2.                   | "Sober" (The Saint Remix)           | 4:04    |  |
| 3.                   | "Sunburn" (Timo Maas Sunstroke Mix) | 6:44    |  |
| Duração total:       | Duração total:                      | 14:48   |  |

## Datas de lançamento
| Região               | Data                   | Gravadora         | Formato  |
| -------------------- | ---------------------- | ----------------- | -------- |
| Reino Unido          | 22 de Novembro de 1999 | Mushroom Records  | 7" Vinil |
| Reino Unido          | 22 de Novembro de 1999 | Mushroom Records  | 2CD      |
| Reino Unido          | 22 de Novembro de 1999 | Mushroom Records  | CD       |
| Austrália            | 22 de Novembro de 1999 | Mushroom          | CD       |
| Benelux              | 22 de Novembro de 1999 | Play It Again Sam | CD       |
| França               | 22 de Novembro de 1999 | Naïve             | 2CD      |
| Alemanha             | 22 de Novembro de 1999 | Motor             | CD+      |
| Estados Unidos       | 22 de Novembro de 1999 | Maverick          | CD       |
| Relançamento Mundial | 9 de outubro de 2000   | Mushroom          | 7"       |
| Relançamento Mundial | 9 de outubro de 2000   | Mushroom          | 2CD      |
| Relançamento Mundial | 9 de outubro de 2000   | Mushroom          | CD       |